# 26 novembre 2018
Le mardi 26 novembre 2018 est le 330e jour de l'année 2018.

## Décès
Par ordre alphabétique.
- Bernardo Bertolucci, scénariste et réalisateur italien.
- Stephen Hillenburg, dessinateur, scénariste et réalisateur américain.

## Événements
- À la suite de l’incident du détroit de Kertch, la loi martiale est instaurée dans une partie de l'Ukraine pour trente jours ;
- La sonde InSight atteint le sol martien.